# Gall de les artemises petit
El gall de les artemises petit (Centrocercus minimus) és una espècie d'ocell de la subfamília dels tetraonins, dins els fasiànids (Phasianidae) que habita una petita zona de praderia als estats nord-americans de Colorado i Utah.